# Мошьен, Жак
Жак Мошьен (фр. Jacques Mauchien, 9 июня 1926, Брюссель, Бельгия) — французский хоккеист (хоккей на траве), нападающий.

## Биография
Жак Мошьен родился 9 июня 1926 года в Брюсселе.
В 1960 году вошёл в состав сборной Франции по хоккею на траве на Олимпийских играх в Риме, занявшей 10-е место. Играл на позиции нападающего, провёл 5 матчей, забил 1 мяч в ворота сборной Бельгии.